# AC Propulsion tZero
AC Propulsion tZero – elektryczny samochód sportowy klasy kompaktowej produkowany przez amerykańskie przedsiębiorstwo AC Propulsion w latach 1997–2003.

## Historia i opis modelu

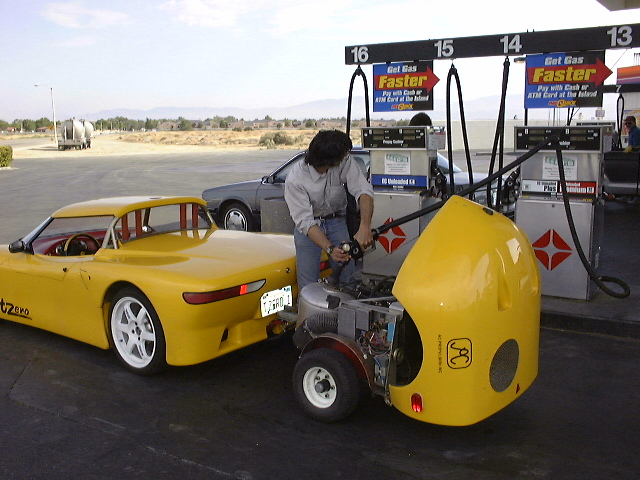
AC Propulsion tZero – tył

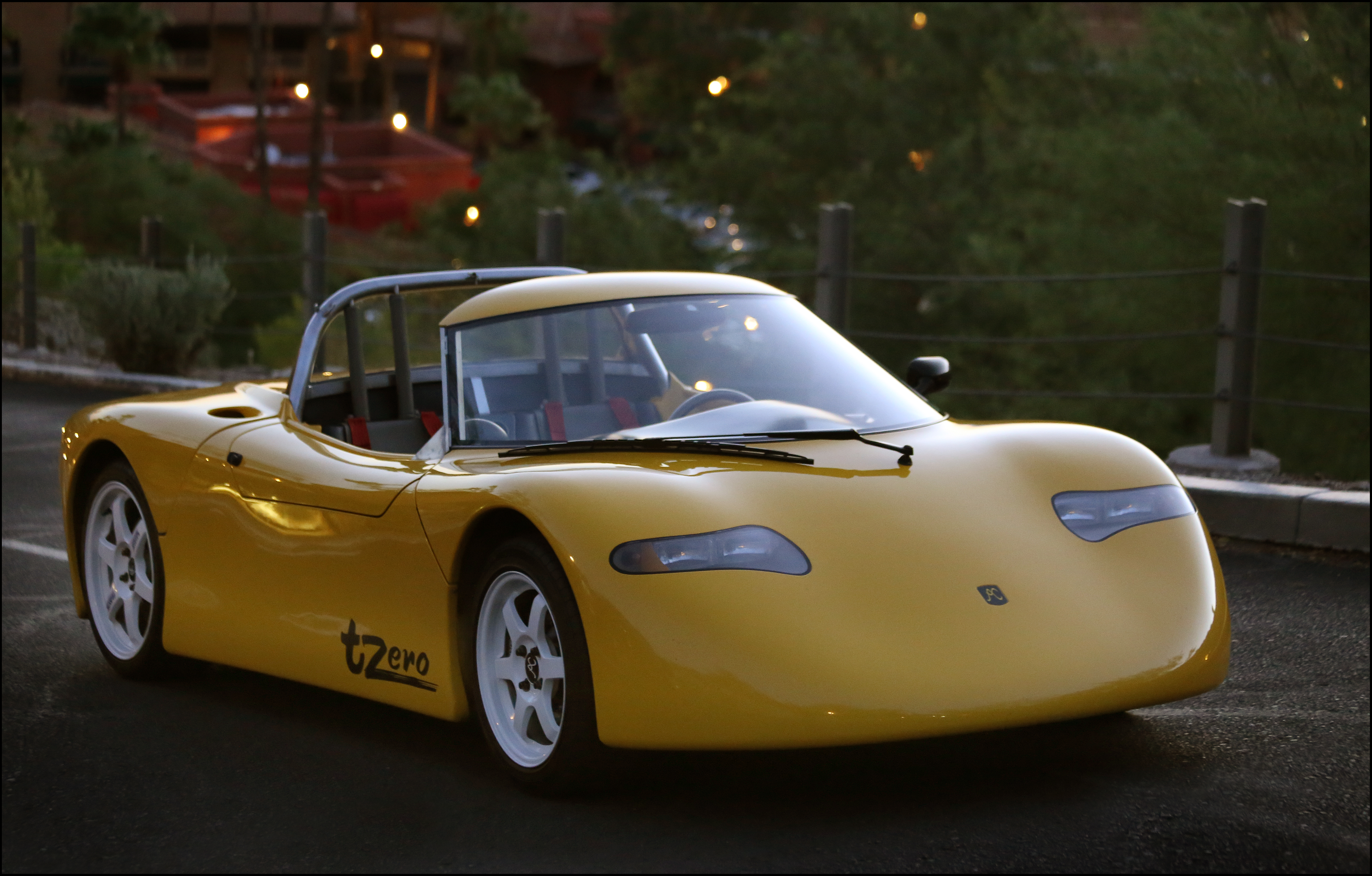
AC Propulsion tZero – pas przedni

Amerykańskie przedsiębiorstwo AC Propulsion zbudowało model tZero jako swój pierwszy autorski projekt samochodu, prezentując go podczas wystawy samochodowej LA Auto Show w styczniu 1997 roku. Samochód przyjął postać dwumiejscowego, dwudrzwiowego roadstera o smukłej, aerodynamicznej sylwetce z agresywnie ukształtowanymi reflektorami i muskularnie zarysowanymi nadkolami. Dla zapewnienia niskiej masy całkowitej, malowana na charakterystyczną żółć karoseria została w całości wykonana z włókna szklanego.
Jako samochód sportowy, tZero został zaprojektowany pod kątem dobrej widoczności z kabiny pasażerskiej dzięki dużej, przeszklonej szybie czołowej, jak i odpowiedniej pozycji siedzącej. Możliwe to było dzięki zastosowaniu nisko osadzonych, kubełkowych foteli firmy Recaro.
AC Propulsion tZero jest roadsterem ze zdejmowanym dachem montowanym na krawędzi szyby czołowej oraz pałąków przeciwkapotażowych za zagłówkami foteli.

### Sprzedaż
Między 1997 a 2003 rokiem AC Propulsion zbudowało ręcznie jedynie 3 egzemplarze tZero, z czego w 2017 roku doszczętnie spłonął jeden z nich podczas postoju w dużej hali. W ten sposób, w ruchu ulicznym pozostały dwie sztuki ściśle limitowanego samochodu sportowego.

### Dane techniczne
AC Propulsion zbudowało tZero jako pokaz swoich możliwości konstruktorskich, wykorzystując opracowany w 1994 roku autorski projekt w pełni elektrycznego układu napędowego AC-150. Samochód napędza silnik elektryczny o mocy 220 KM, który pozwala rozpędzić się do 100 km/h w 3,7 sekundy. Początkowo samochód wyposażono w umieszczone w bocznych panelach szkieletu akumulatory kwasowo-ołowiowe pozwalające na osiągnięcie na jednym ładowaniu maksymalnego zasięgu wahającego się między 450 a 482 kilometrów, pod warunkiem nieprzekraczania średniej prędkości 100 km/h. W 2003 roku pakiet akumulatorów w tZero został zamieniony na litowo-jonowe, które pozwoliły na osiągnięcie większego zasięgi maksymalnego równego 480 kilometrom.